# Умами
Умами е един от петте основни вкуса, които човек може да различи. Описва се като пикантен, типичен за бульоните и готвените меса, близък до усещането за солено. Японската, китайската, арабската и други кулинарни традиции отделят голямо внимание на този вкус. Според Аюрведа, индийското учение за храната и здравето, към първите 4 вкуса се добавят лютиво и стипчиво. В Европа умами е признат едва през 1985 г., наред с факта, че по езика ни има специални рецептори, разграничаващи този вкус.
Съществуват пет основни вкуса – сладко, кисело, солено, горчиво и умами, за които има отделни вкусови рецептори (вкусови луковици) в лигавицата на устната кухина, хранопровода или езика. Под въпрос стои признаването на шести вкус, известен като олеогустус – вкусът на мазнината.

## Етимология
Умами (うま味) е японската дума за „вкусно“. Откривателят на вкуса, професорът Кикунае Икеда, дава името му през 1908 г. в Япония.

## Химичен състав
Умами е вкусът на глутамата, по-специално на мононатриев глутамат. Характеризира се като ароматен, плътен и богат на вкусове продукт. Глутаматът, освен че е най-изобилната аминокиселина в човешкото тяло, е също и основен невротрансмитер в мозъка, което го прави мозъчен стимулант.

## Приложение
Учените считат, че еволюционното преимущество за човек да има отделни рецептори за умами е, че това е индикация, че в храната има протеин. Храните с най-силно изразен умами вкус са храни, в които протеините са разградени до лесно усвоими аминокиселини чрез ферментиране, зреене или топлинна обработка – все процеси, които водят до предварително разграждане на храната и улесняват усвояването ѝ.
Този вкус прави храните по-апетитни и засилва апетита, като в същото време създава по-бързо усещането за ситост. Неслучайно вкусът умами в човешката кърма е 10 пъти по-силен от този в кравето мляко. Т.к. сигналът за ситост пътува до мозъка приблизително 20 минути, този вкус има положителен за продажбите на храна ефект. Професионалните готвачи наричат подправките с умами „кулинарен кокаин“, защото с него се маскира вкусът на нискокачествената и лошо приготвена храна и се повишава изкуствено апетитът.
Още преди три хиляди години вкусът умами е бил познат на древните гърци и римляни, които овкусявали храната си с ферментирал рибен сос. През 20-те години на XX век едно от големите имена във френската кулинария, шеф-готвачът Жан Антелм Брия-Саварен, пише в книгата си, че костните бульони и богатите месни ястия съдържат съставка, която им придава специфичен вкус, и предсказал, че учените тепърва ще открият този вкус.
Умами е малко позната в европейската култура, но има голяма традиция в азиатската кухня. Най-висока стойност на умами имат храните сьомга и гъби. В българската култура най-типичните храни с умами вкус са месото, киселото зеле, зрелите домати, гъбите, рибата, сирената, сушените и ферментирали меса и зеленчуци.